# Pécsi Sörfőzde

A Pécsi Sörfőzde korábbi logója

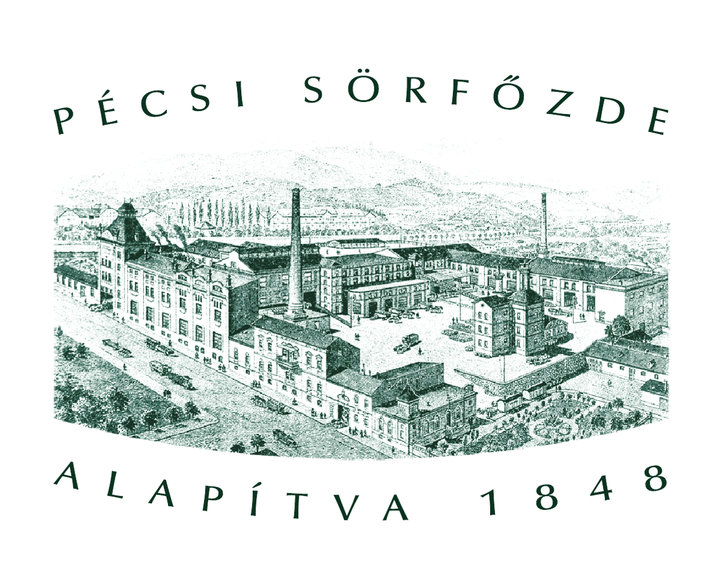
A Pécsi Sörfőzde eredeti képe

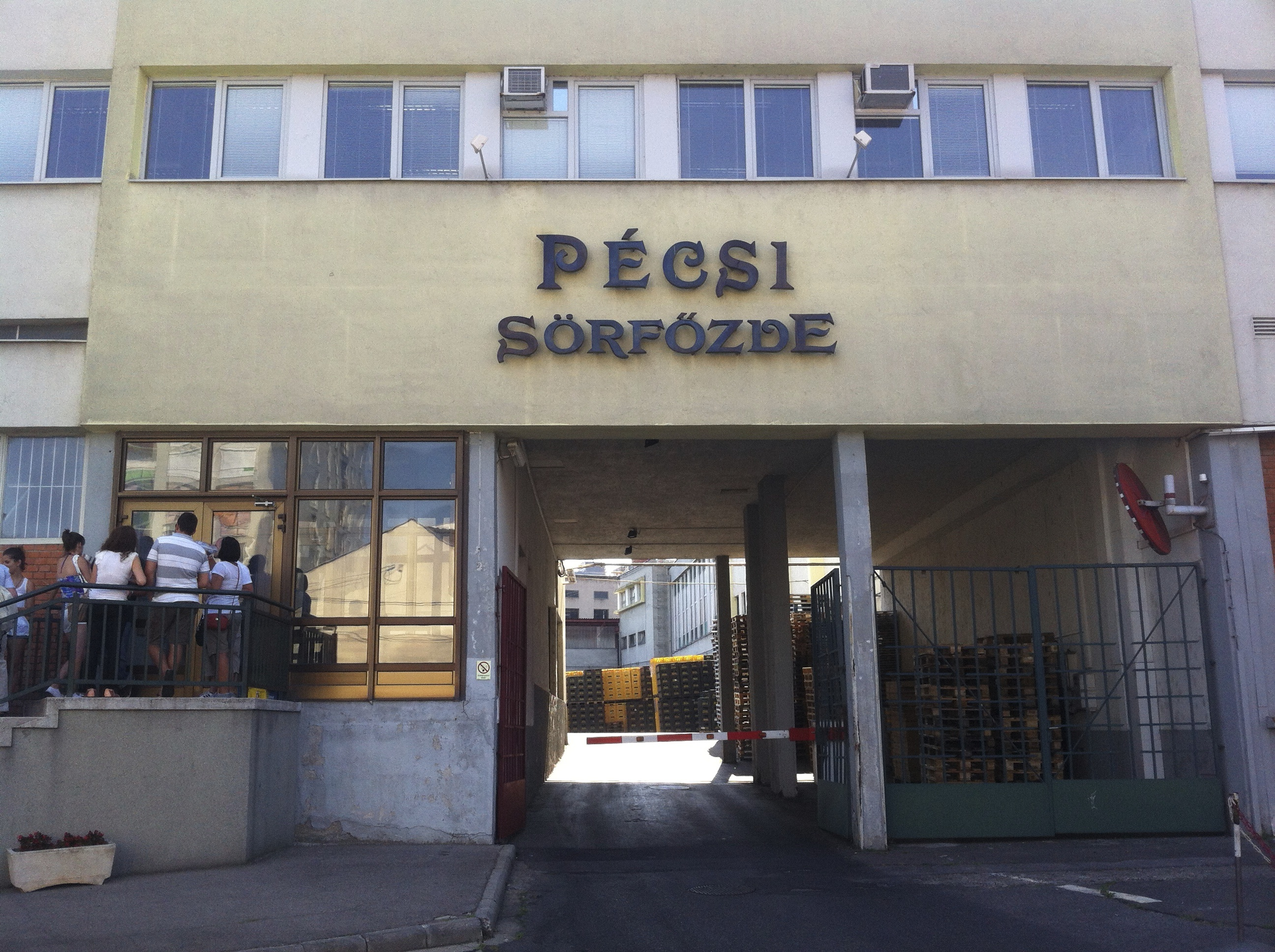
A Pécsi Sörfőzde személybejárata 2013-ban

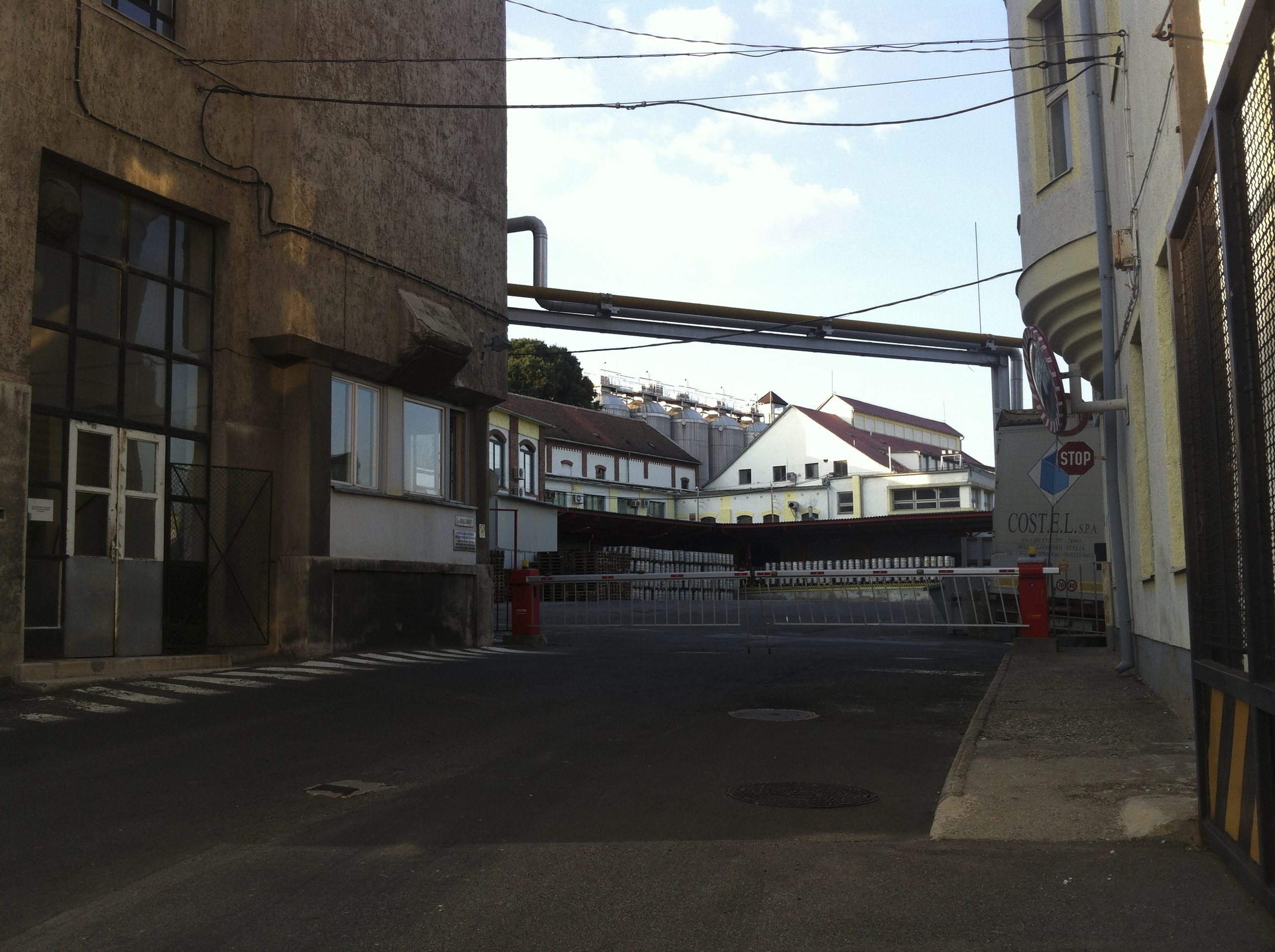
A Pécsi Sörfőzde autós bejárata 2013-ban

A Pécsi Sörfőzde Magyarország legrégebbi sörfőzdéje.

## A pécsi sörkészítés múltja
Pécsen az ispotályos rendek 1301-től főzték a Mecsek forrásainak vizéből készített sört.
1762-ben adták bérbe Melczer Antalnak a városi serfőzdét.

## A Pécsi Sörfőzde megalapítása és fejlődése
Hirschfeld Sámuel, bonyhádi kereskedő, 1848-ban alapította meg a sörgyárat, amelyben 1882-ben 4 ezer hektoliter sört főztek. 1911-ben felvette a Pannónia Sörfőző Rt. nevet, ugyanakkor egy nagyobb méretű sörgyárat is építettek. 1874-ben a pécsi Zsolnay porcelángyár művészi söröskorsókat készített a gyár számára. 1920-ban nemzetközileg elismert sört hoztak forgalomba Pannónia Dupla Malátasör néven, amelyet már szabadalommal védtek. 1934-ig a Fővárosi Serfőző Rt. érdekeltségébe tartozott. 1936-ban szikvíztöltőüzemmel bővült a tevékenység.
1942-ben két új sörrel jelentek meg a piacon, Komlólelke (barna sör) és Aranyászok elnevezéssel. 1958-ban kezdődött a sörgyár korszerűsítése, melynek befejezése után 250 ezer hl-es évi kapacitással rendelkezett.
A sörgyártás területén a pécsi Pannónia Sörgyár új főzőházának építése volt az első nagyberuházás a kazánház és az erőműtelep megépítésével. 1987-ben újabb korszerűsítés történt, amely 1991-ben fejeződött be. Megvalósult az enzimes sörfőzés és a nyomás alatti erjesztés. 1989-ben a hannoveri Gilde Sörgyár licence alapján megkezdődött a Gilde sörök magyarországi gyártása, amelyekhez a Gilde Sörgyár modern technológiát és berendezést szállított. Licenc alapján gyártják a Gold Fassl sört is.
1993-ban az Ottakringer-Wenckheim Társaság vette meg a gyárat.

## Napjainkban
Az osztrák Ottakringer Getränke AG. 2017-ben a Pécsi Sörfőzde Zrt. részvénycsomagjának több mint 99 százalékát eladta Szemerey Tamás és Szemerey Zoltán befektetési cégeinek, a MAVA Befektetési Kft-nek és Bankonzult Kft-nek.
A Pécsi Sörfőzdében 2018 óta a söröket hagyományosan, az 1516-os német tisztasági törvény (Reinheitsgebot) alapján főzik, így a termékekben csak maláta, komló és víz van (kikerült belőlük a kukorica mint összetevő, és a termék szűrése során az aszkorbinsavat sem használják már mint antioxidáns).[forrás?]

### A Pécsi Sörfőzde ismert márkái

#### Pécsi Prémium
- BIO Pécsi Prémium Búza
- BIO Pécsi Prémium Lager Gluténmentes
- Pécsi Prémium Lager
- Pécsi Prémium Lager Gluténmentes
- Pécsi Prémium Pils
- Pécsi Prémium Pils Szűretlen
- Pécsi Prémium Búza
- Pécsi Prémium Barna

BIO Pécsi Sör
- BIO Pécsi Pale Ale
- BIO Pécsi Prémium Búza
- BIO Pécsi Prémium Lager Gluténmentes
- Beerhunter

Pécsi Világos
- Pécsi Világos

Pécsi Craft
- Pécsi Craft APA
- Pécsi Craft Meggy ALE

#### Pécsi Szalon
- Pécsi Szalon Világos
- Pécsi Szalon Alkoholmentes

#### Pécsi Radler
- Pécsi Radler Citrom
- Pécsi Radler Meggy
- Pécsi Radler Alkoholmentes Bodza
- Pécsi Radler Alkoholmentes Citrom
- Pécsi Radler Alkoholmentes Meggy

Szezonális Termékek
- Pécsi Tavaszi Sör
- Három Királyok

#### Három Királyok
A Három Királyok Ünnepi Sört 1996 óta minden évben az adventi időszakra készítenek el. Óarany színű sör. Textúráját és ízét a különböző pörkölésű maláták egyedi keveréke adja, keserűségét pedig a főzés után hozzáadott keserűkomló és az aromakomló biztosítja.

## A sörgyár termelése megalapításától napjainkig
A sörgyár termelése 1941-ben 66 ezer, 1960-ban 288 ezer, 1974-ben 600 ezer, 1994-ben 1,1 millió, 1998-ban 525 ezer, míg 2010-ben 750 ezer hektoliter volt, 2018-ban 200 ezer hektoliter alatt van a kibocsátás.

## Megszűnt termékek
- Pécsi Szalon Barna

## Galéria

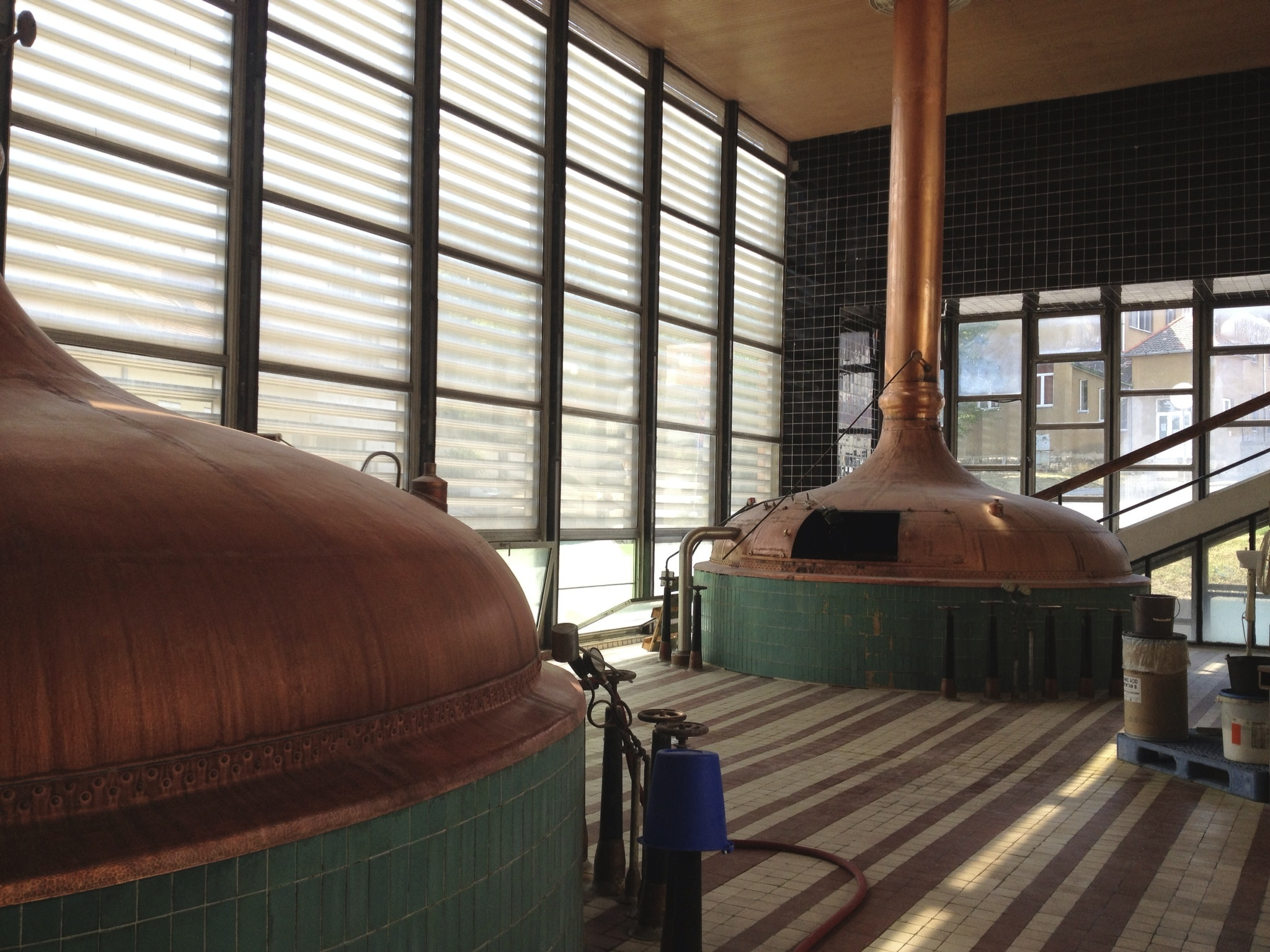
Sörfőzés a Pécsi Sörfőzdében
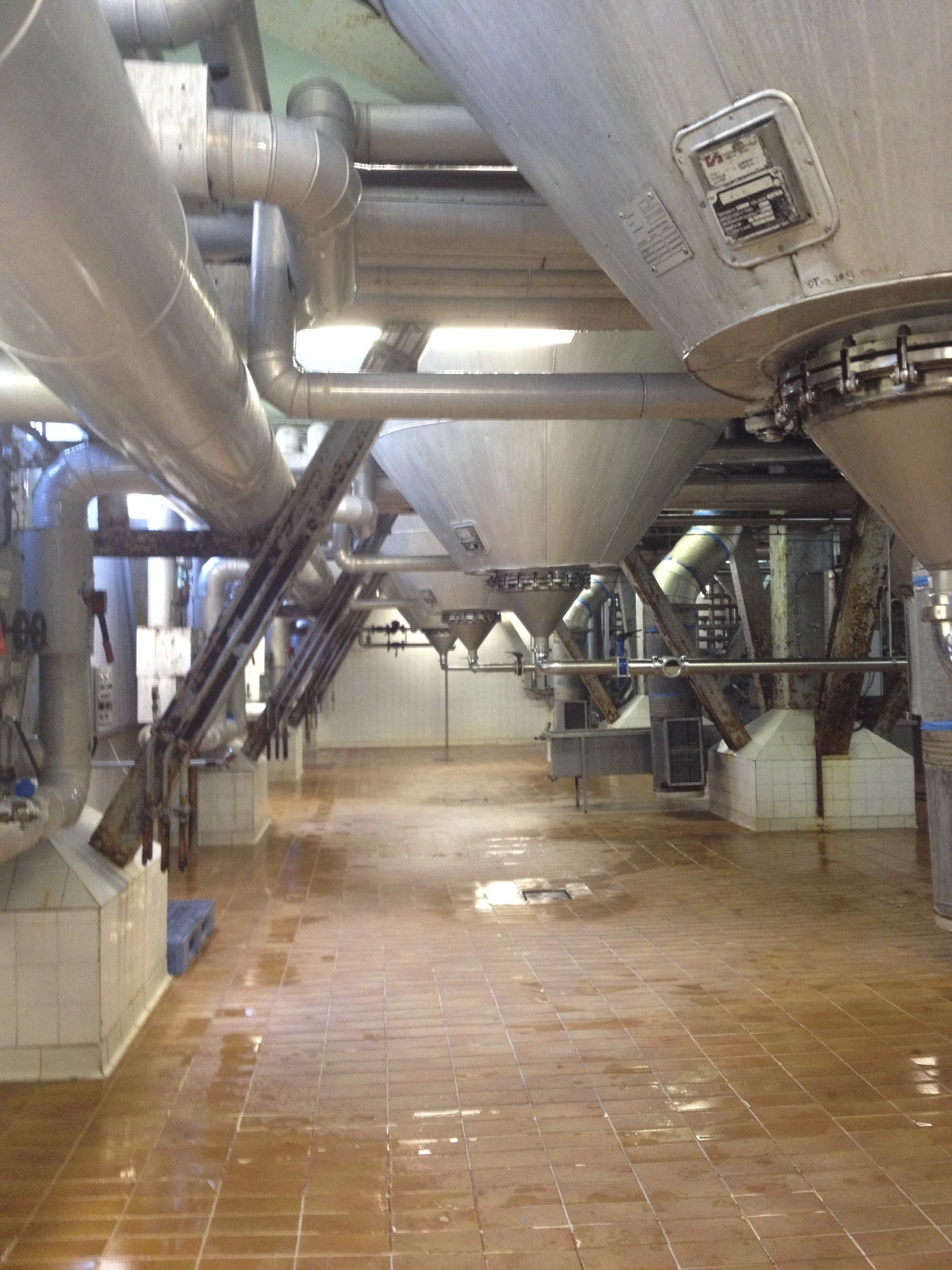
Erjesztés a Pécsi Sörfőzdében
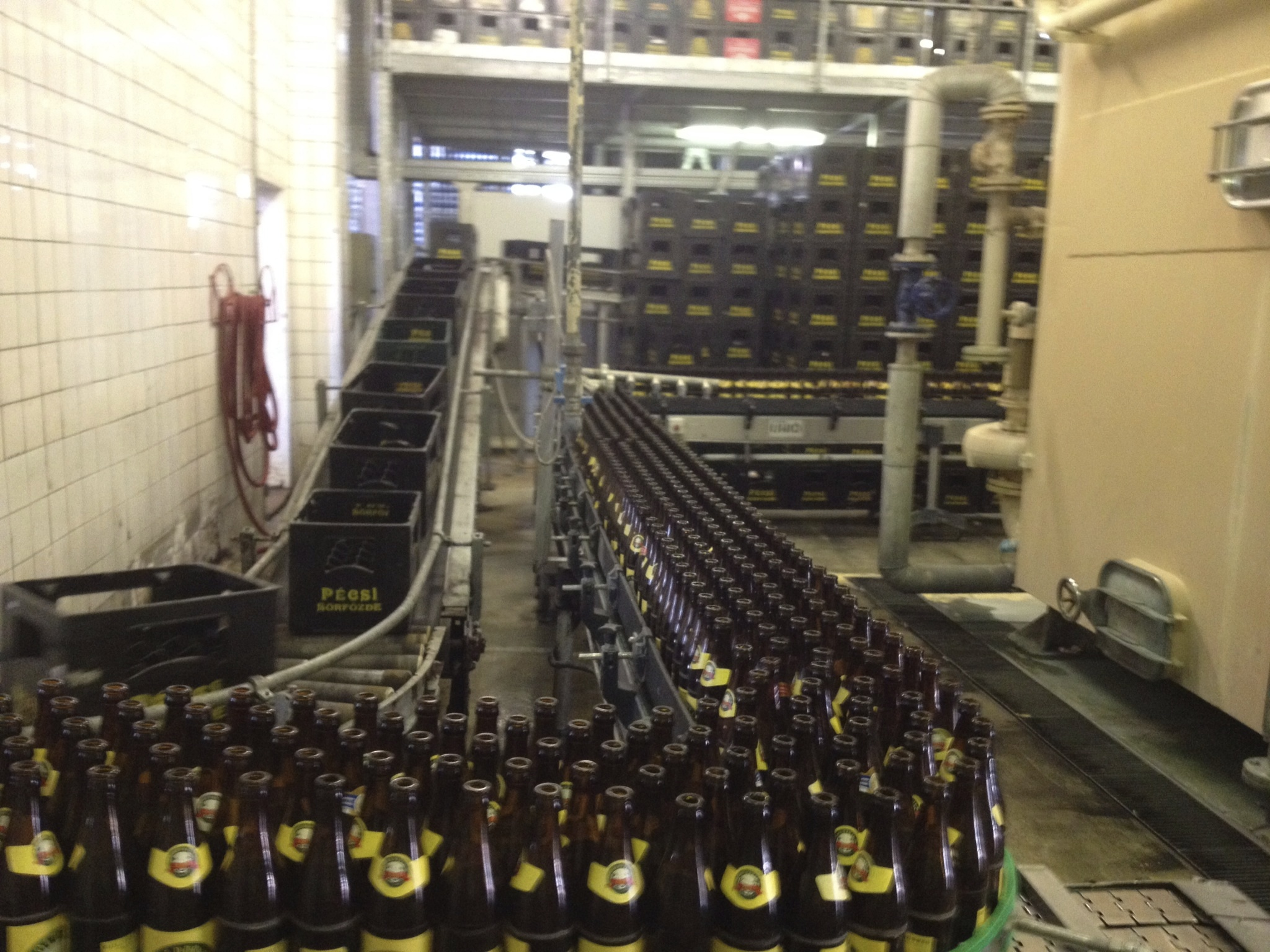
Üvegszállító futószalag a Pécsi Sörfőzdében
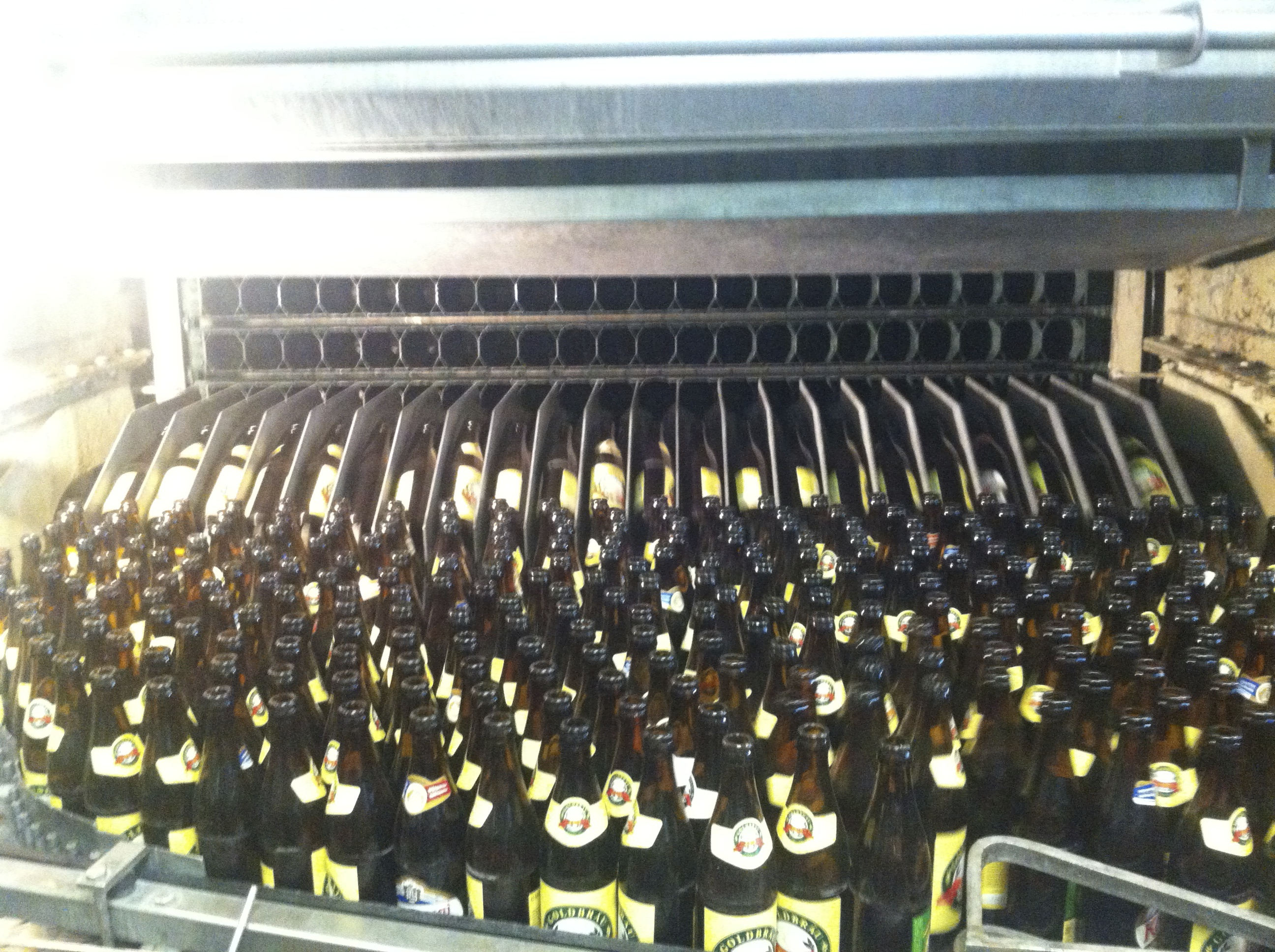
Üvegmosógép a Pécsi Sörfőzdében
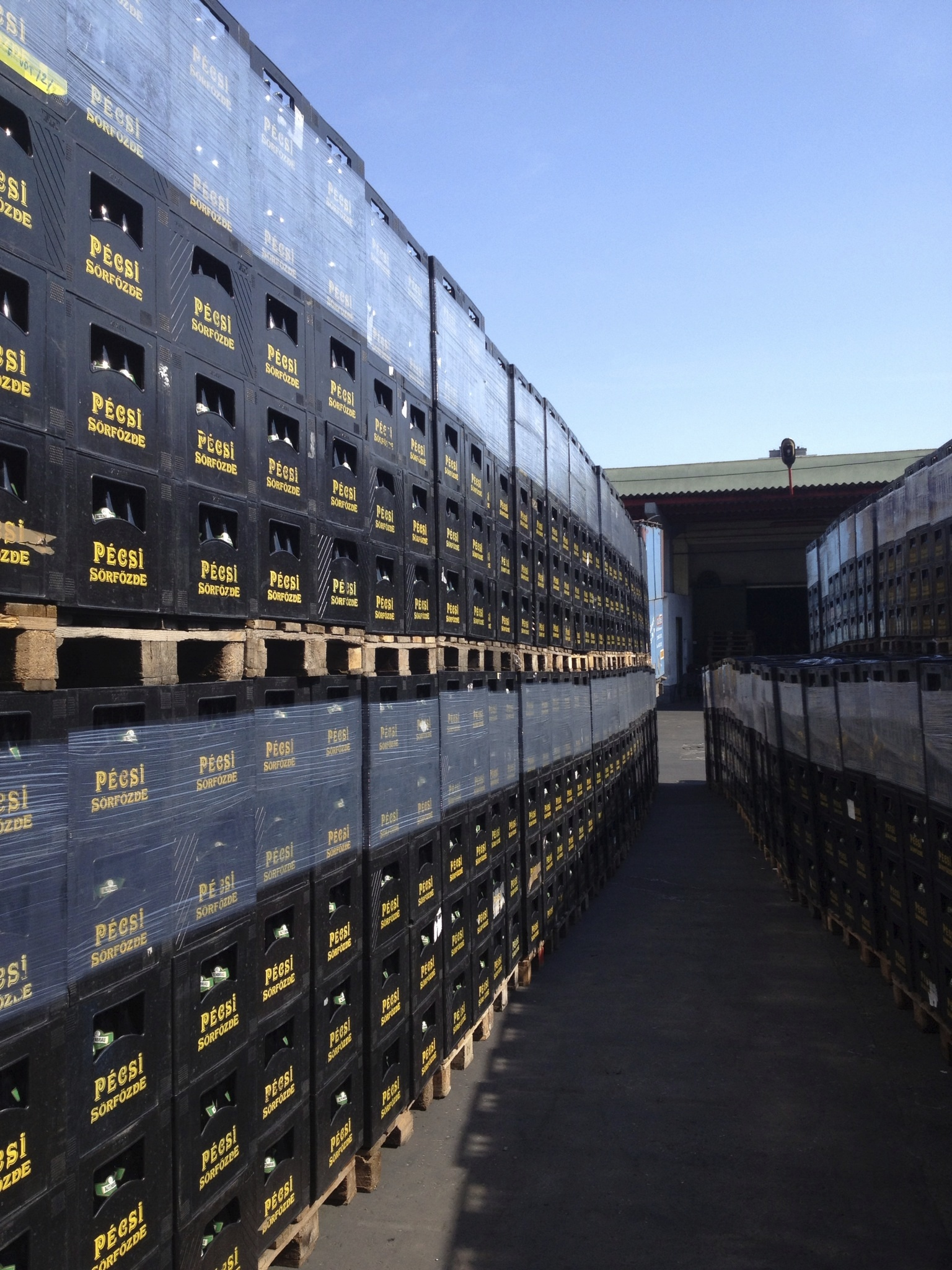
Sörösrekeszek a Pécsi Sörfőzde udvarán
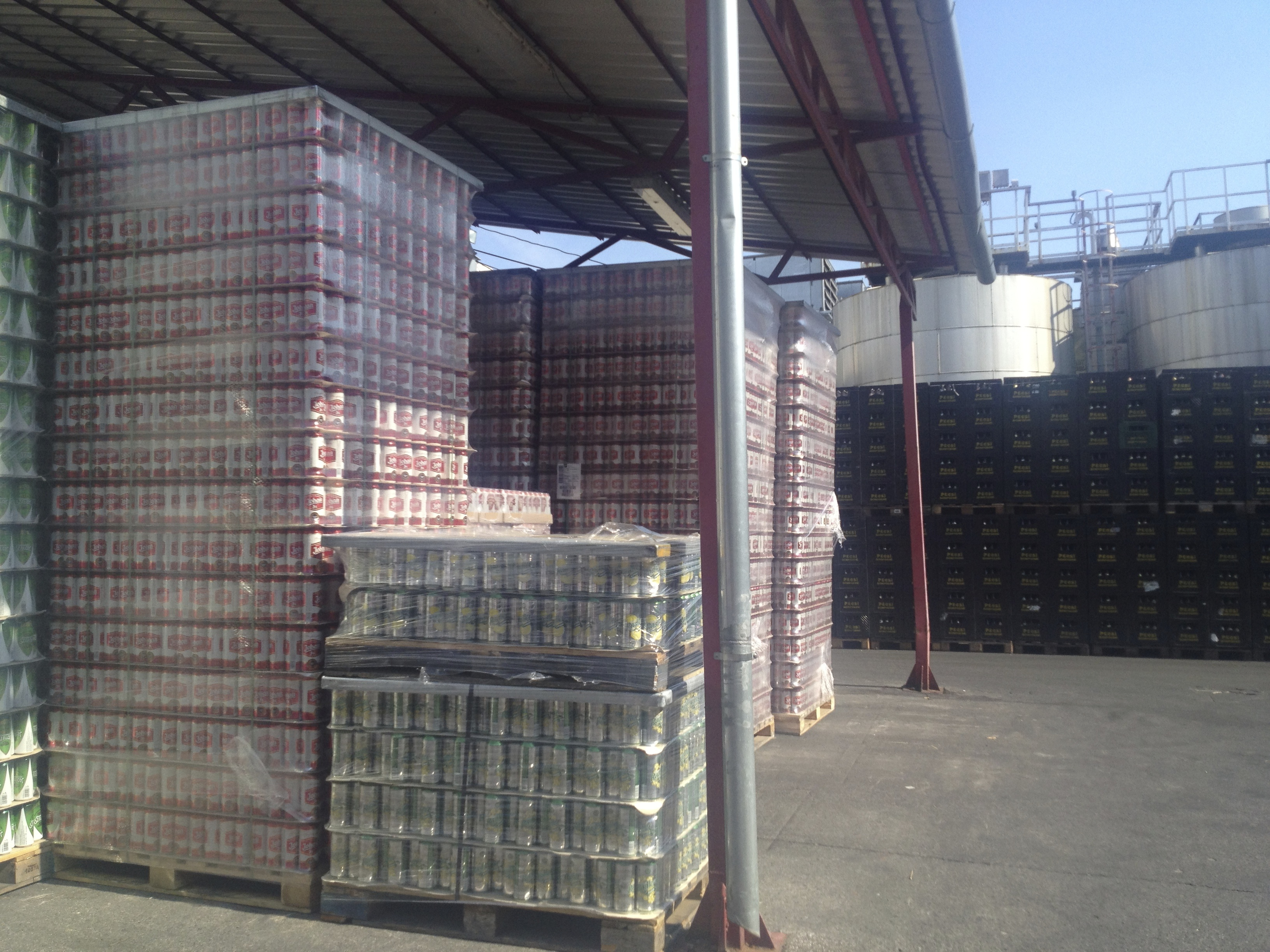
Töltésre váró sörösdobozok a Pécsi Sörfőzde udvarán